# 宮村大輔
宮村 大輔（みやむら だいすけ、1995年11月14日 - ）は、日本の俳優。東京都出身。2023年からミュージカルカンパニー イッツフォーリーズに所属。慶應義塾大学 商学部卒。特技・趣味はピアノ演奏、作曲、アクロバット（ロンダートバク転、ロンダートバク宙、ロンダートバク転宙返り、側宙、伸身宙返り）、動画編集。東急田園都市線、東武日光線（東武動物公園まで）の急行停車駅の暗唱。

## 出演

### 舞台
- ミュージカル「マイストーリー〜これが私の生きる道〜」(2025年 M.M.C Studio)
- ミュージカル「おれたちは天使じゃない」(2024年)
- ミュージカル「鉄鼠の檻」(2024年 紀伊國屋サザンシアターサンケイブリーゼ)
- 「クライムス・オブ・ザ・ハート」(2024年 浅草九劇)
- ミュージカル「洪水の前」(2024年)
- ミュージカル「ルドルフとイッパイアッテナ」(2023年)
- ミュージカル「舞姫」(2025年 インディペンデントシアターouji)
- Alexandrite Stage ミュージカル版「武士の献立」(2025年 草月ホール)
- 101旗揚げ公演「本気で嘘を愛した本気の人たち」(2025年 劇場MOMO)
- 舞台「幕が上がる」(2024年 シアター1010)

### テレビ
- 連続テレビ小説 あんぱん 98回、99回、100回（2025年、NHK総合）
- 日本テレビ「ザ！世界仰天ニュース〜日本を震撼させた2日間〜」(2025年)
- 日本テレビ「THE 突破ファイル〜突破国税局〜」(2025年)